# Ісан Меріно
Ісан Мері́но Родрі́гес (ісп. Izan Merino Rodríguez; нар. 15 квітня 2006) — іспанський футболіст, півзахисник клубу «Малага».

## Клубна кар'єра
Вихованець академії клубу «Малага», до якої приєднався у віці 9 років. 16 жовтня 2022 року дебютував за резервну команду в матчі Терсери Федерасьйон проти клубу «Малага Сіті».
6 грудня 2023 року дебютував в основному складі «Малаги» в матчі Кубка Іспанії проти «Ельденсе». 17 грудня в поєдинку проти «Альхесіраса» дебютував у Прімері Федерасьйон. За підсумками сезону його команда підвищилась до Сегунди.
17 серпня 2024 року в поєдинку проти «Расінга» (Ферроль) дебютував у Сегунді.

## Кар'єра в збірній
Виступав за збірні Іспанії до 17, до 18 і до 19 років. В травні 2023 року потрапив в заявку збірної до 17 років на юнацький чемпіонат Європи в Угорщині. На турнірі провів три матчі, а його команда дійшла до півфіналу, де поступилась французам. В листопаді 2023 року виступав на юнацькому чемпіонаті світу в Індонезії. На турнірі зіграв дві зустрічі, а іспанці програли у чвертьфіналі збірній Німеччині.
В червні 2025 року потрапив в заявку збірної до 19 років на юнацький чемпіонат Європи в Румунії. На турнірі провів три матчі, відзначившись м'ячем проти збірної Данії, а його команда дійшла до фіналу, де поступилась нідерландцям.

## Статистика виступів
Станом на 31 травня 2025 
| Клуб              | Сезон             | Чемпіонат           | Чемпіонат | Чемпіонат | Кубок | Кубок | Єврокубки | Єврокубки | Інші  | Інші | Всього | Всього |
| Клуб              | Сезон             | Дивізіон            | Матчі     | Голи      | Матчі | Голи  | Матчі     | Голи      | Матчі | Голи | Матчі  | Голи   |
| ----------------- | ----------------- | ------------------- | --------- | --------- | ----- | ----- | --------- | --------- | ----- | ---- | ------ | ------ |
| Малага            | 2023–24           | Прімера Федерасьйон | 5         | 0         | 1     | 0     | —         | —         | 0     | 0    | 6      | 0      |
| Малага            | 2024–25           | Сегунда Дивізіон    | 25        | 0         | 1     | 0     | —         | —         | —     | —    | 26     | 0      |
| Всього за кар'єру | Всього за кар'єру | Всього за кар'єру   | 30        | 0         | 2     | 0     | 0         | 0         | 0     | 0    | 32     | 0      |